# Seznam osebnosti iz Občine Turnišče
Seznam osebnosti iz Občine Turnišče vsebuje osebnosti, ki so se tu rodile, delovale ali umrle.
Občina Turnišče ima štiri naselja: Gomilica, Nedelica, Renkovci in Turnišče.

## Cerkev
- Jožef Gjuranc (1913, Gomilica – 1990, Murska Sobota), duhovnik, ljubiteljski slikar, pisatelj
- Ivan Jerič (1891, Dokležovje – 1975, Slovenj Gradec), 	duhovnik, urednik, politik
- Jožef Klekl (duhovnik) (1879, Krajna – 1936, Dolenci), duhovnik, pisatelj, zgodovinar
- Peter Kolar (1855, Ratkovci – 1907, Beltinci), duhovnik, pisatelj
- Jožef Košič (1788, Bogojina – 1867, Gornji Senik), duhovnik, jezikoslovec, pisatelj, zgodovinar, etnolog
- Franc Novak (1791, Tešanovci – 1836, Turnišče), rimskokatoliški duhovnik, ljudski zbiralec, pisatelj
- Jožef Radoha (1887, Nedelica – 1956, Murska Sobota), prvi prekmurski salezijanec
- Franc Režonja (1947, Turnišče –)
- Jakob Sabar (1802, Horvátzsidány – 1863, Črešnovci), duhovnik, pridigar
- Jožef Sakovič (1874, Vadarci – 1930, Dolnji Senik), duhovnik, pisatelj
- Štefan Salai (1845, Lendava – 1913, Turnišče), madžarski rimskokatoliški duhovnik, nižji plemič, šolski nadzornik
- Štefan Slamar (1820, Grad – 1877, Ivanovci), duhovnik, pisatelj
- Jožef Smej (1922, Bogojina – 2020, Lenart v Slovenskih goricah), duhovnik, pesnik, pisatelj, prevajalec, zgodovinar, škof

## Politika in uprava
- Franc Ludvik Blagatinšek Kaiserfeld (1780, Goričica – 1856, Gradec), okrajni glavar, uradnik
- Vilmos Nemethy (1887, Turnišče – ni znano), odvetnik, pravnik
- Vilmoš Tkalec (1894, Turnišče – 1950, Budimpešta), politik, skladatelj, učitelj, kantor

## Humanistika
- Štefan Barbarič (1920, Turnišče – 1988, Ljubljana), profesor, doktor znanosti, prevajalec, urednik, literarni zgodovinar
- Jožef Borovnjak (1826, Ivanovci/Kančevci – 1909, Cankova), nabožni pisatelj, prevajalec, duhovnik
- Franc Ferk (1844, Gomilica – 1925, Gradec), zgodovinar, arheolog, muzeolog
- Jože Ftičar (1930, Gomilica – 2017, Mekinje pri Kamniku), pisatelj, prevajalec, scenarist, dialektolog
- Franc Gumilar (1890, Murska Sobota – 1973, Maribor), učitelj, zgodovinar, ravnatelj muzeja
- Štefan Kovač (1910, Nedelica – 1941, Gančani), publicist, pravnik, komunist in narodni heroj
- Fraqnc Zadravec (1925, Stročja vas – 2016, Gornji Grad), literarni zgodovinar

## Umetnost
- Janez Akvila (14. stl.), freskant, slikar
- Jože Balažic (1944, Beltinci – 2022, ?), glasbenik, trobentar
- Lado Klar (1936, Nedelišče –), fotograf, planinec, dekorater, snemalec
- Matej Sternen (1870, Verd – 1949, Ljubljana), slikar, grafik, restavrator

## Razno
- Franc Belšak (1899, Muretinci – 1984, Muretinci), aktivist, družbenopolitični delavec, kmet
- Anton Sedlašek (1928, Majski Vrh – 2011, Ptuj), učitelj, kulturni delavec
- Franc Zagoršak (1948 Žamenci –), agronom, kulturni delavec
- Albert Žerjav (1904, Središče ob Dravi – 1985, Maribor), pedagog